# Batería de níquel oxihidróxido
La pila de oxihidróxido de níquel (NiOx) es un tipo de celda primaria (no recargable).  Las baterías Niox sobresalen en aplicaciones de alto consumo, como cámaras digitales, y en esa función, pueden proporcionar hasta dos veces la vida de una batería alcalina.
Las baterías Niox de esta química se venden bajo marcas como Duracell Power Pix y Panasonic Oxyride. 
Las baterías Niox utilizadas en aplicaciones de bajo consumo, tienen una vida útil similar a una batería alcalina de alta calidad. Las pilas Niox producen un voltaje más alto (1.7V) que las pilas alcalinas (1,5 V), que puede causar problemas en algunos productos, como equipos con bombillas incandescentes (como linternas / antorchas), o dispositivos sin un regulador de voltaje.